# 1425 pr. n. št.

## Smrti
- Tutmoz III., faraon Osemnajste egipčanske dinastije (* okoli  1481 pr. n. št.)